# Squalidae
Gli Squalidi (Squalidae Blainville) sono una famiglia di squali. 
Attualmente la famiglia è composta da 2 generi con 24 specie, distribuite in tutti i mari del globo. La maggioranza delle specie raramente supera i 150 cm di lunghezza totale.
Solitamente si tratta di squali non pericolosi per l'uomo.

## Generi
- Cirrhigaleus
- Squalus